# Salto Cola de Caballo
Salto Cola de Caballo är ett vattenfall i Mexiko.   Det ligger i delstaten Nuevo León, i den centrala delen av landet, 700 km norr om huvudstaden Mexico City. Salto Cola de Caballo ligger 709 meter över havet.
Terrängen runt Salto Cola de Caballo är bergig åt sydväst, men åt nordost är den kuperad. Runt Salto Cola de Caballo är det ganska glesbefolkat, med 48 invånare per kvadratkilometer. Närmaste större samhälle är Santiago, 6,7 km norr om Salto Cola de Caballo. I omgivningarna runt Salto Cola de Caballo växer huvudsakligen savannskog.